# Monti Trebulani
I Monti Trebulani, o Colli Caprensi, costituiscono un massiccio montuoso situato nel cuore della Provincia di Caserta e distaccato dall'Appennino Campano per via della valle del medio Volturno. È il secondo gruppo montuoso per altezza della provincia dopo il Matese. La vetta più alta è il Pizzo San Salvatore, m 1037 (prominenza: m 906; isolamento: km 16,81).

## Morfologia
Il nome monti Trebulani deriva da quello dell'antica città di Trebula colonia romana del III-II secolo a.C., che era insediata proprio in questi monti (ora Treglia, frazione di Pontelatone). Furono rifugio della popolazione nel IX - X secolo dai saccheggi dei Saraceni. Sono composti dalle seguenti punte:
- monte Maggiore,[1] la cima più alta (Pizzo San Salvatore, 1037 m s.l.m.), sita tra i comuni di Formicola e Pietramelara,
- monte Caprario, tra i comuni di Formicola e Rocchetta e Croce,
- monte Melito, tra i comuni di Liberi, Dragoni e Roccaromana,
- monte Friento, tra i comuni di Castel di Sasso e Pontelatone (Treglia),
- monte Sant'Erasmo, fra Treglia e Formicola,
- monte Scopella Alvignano,
- monte Cardillo tra i comuni di Alvignano e Liberi,
- monte S.Croce Piana di Monte Verna,
- monte Grande Caiazzo,
- monti della Costa, tra Baia e Latina, Roccaromana e Pietravairano.

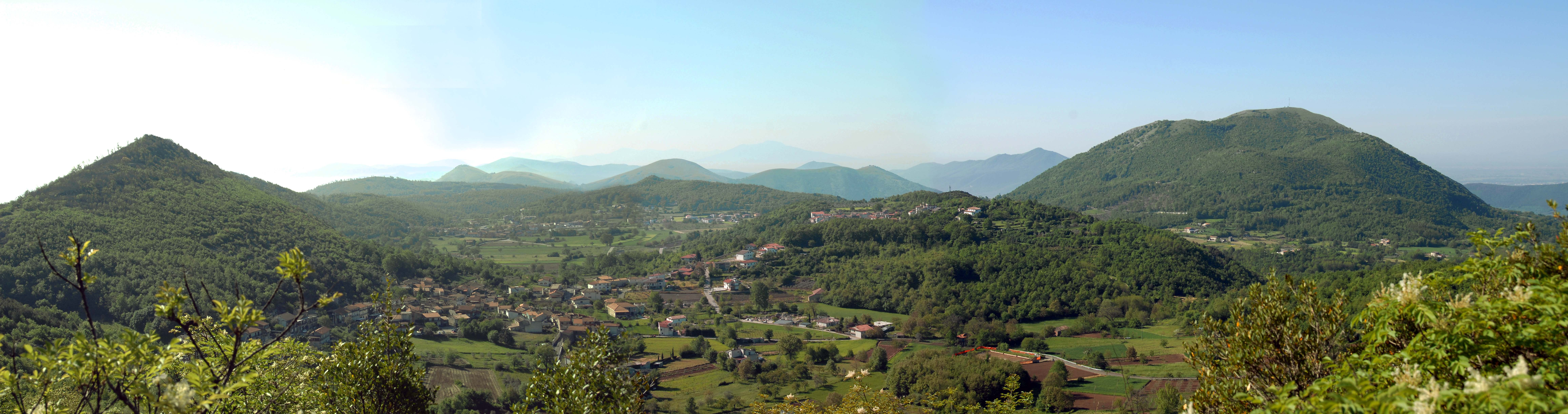
Veduta dell'altopiano di Liberi e Monti Trebulani da Monte Melito sul lato destro Monte Friento

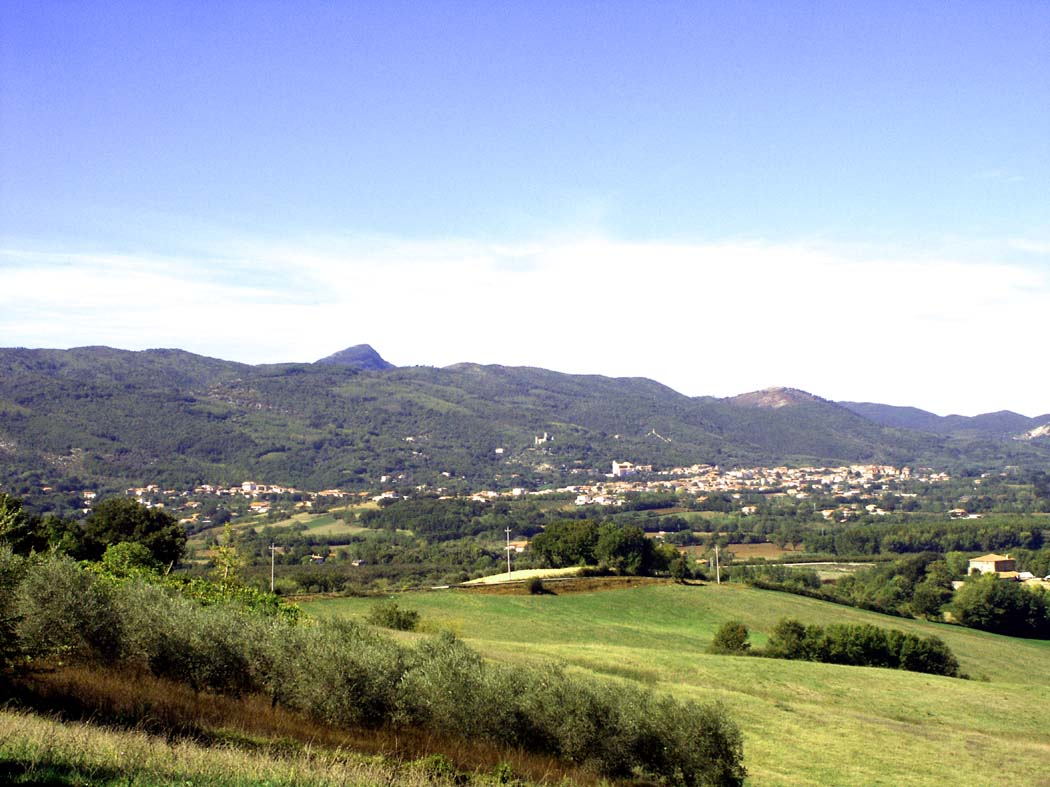
I Monti Trebulani e Alvignano

I monti sono interamente posizionati nella provincia a nord est di Caserta. Ad est i monti Trebulani si affacciano sul medio Volturno, digradanti verso il fiume. Con vista del massiccio del Matese, a ovest si affacciano sulla pianura campana. Si estendono da nord a sud per 21 km, dal borgo di S.Antonio Abate in Pietravairano, alla stretta di Triflisco, nel comune di Bellona, mentre da est a ovest dai preappenini di Pignataro Maggiore ad Alvignano per 14 km. Attualmente tutti i comuni che si trovano all'interno o al ridosso del monti sono membri della comunità montana Monte Maggiore. Un importante monumento naturalistico che si può visitare è la gotta di San Michele sul Monte Melito ad una altezza di 750 m s.l.m. nel comune di Liberi. Tale grotta è aperta al culto del santo nelle festività liturgiche l'8 maggio e il 29 settembre, che è meta di numerosi pellegrini provenienti dai paesi limitrofi.

## Flora

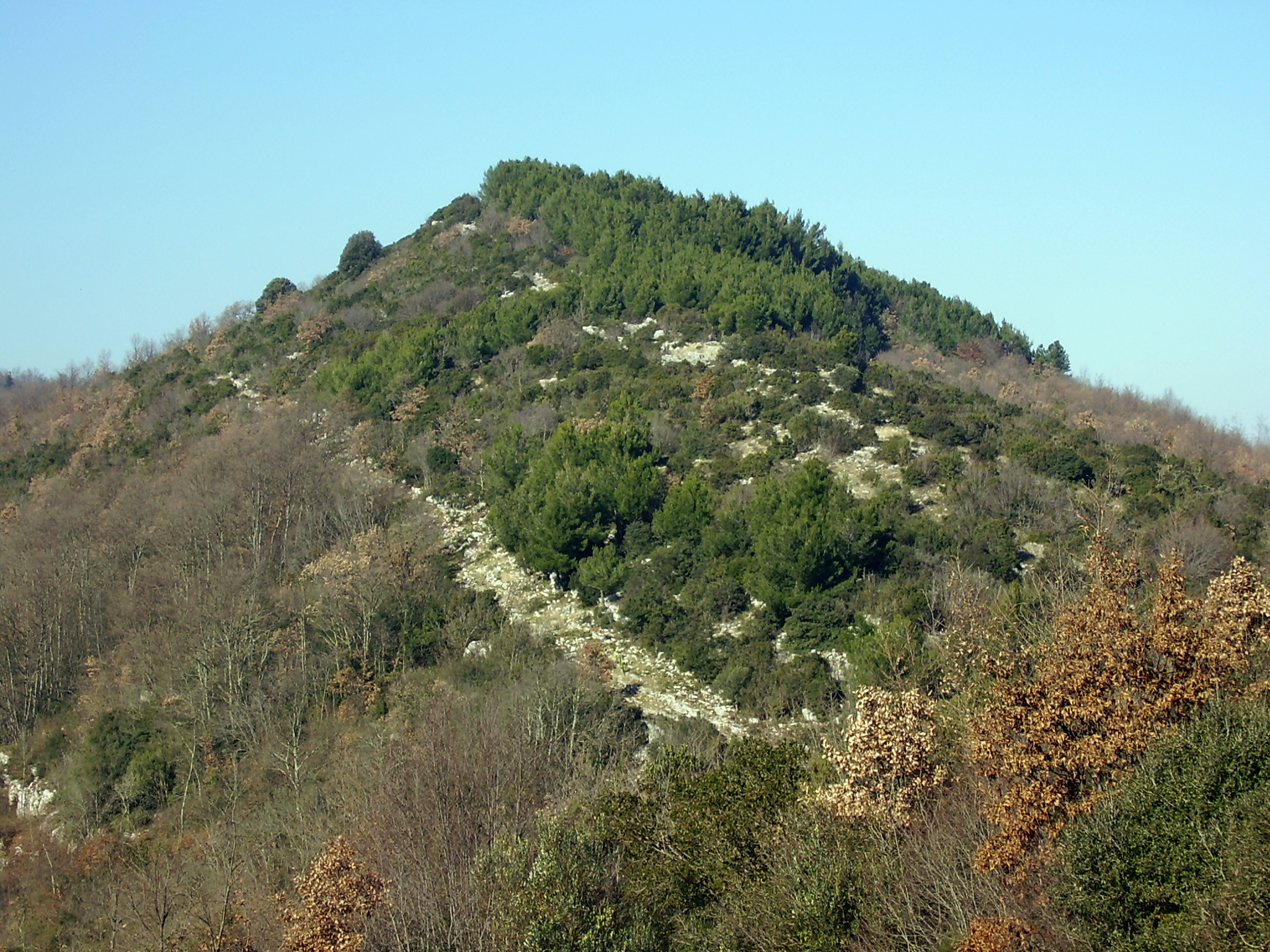
Monte Scopella: la pineta

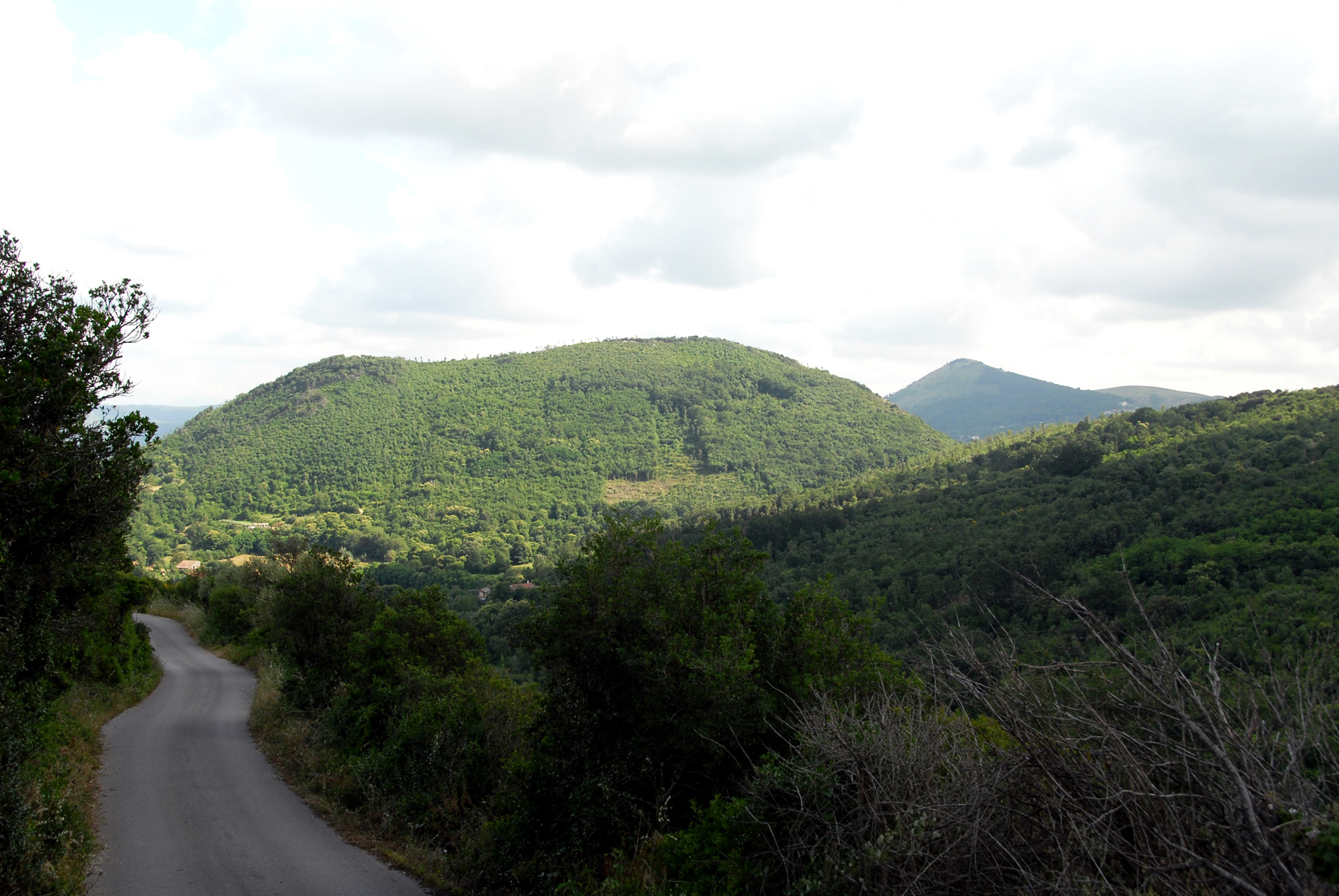
Monte Grande con dietro Monte Santa Croce dalla località di Marcianofreddo

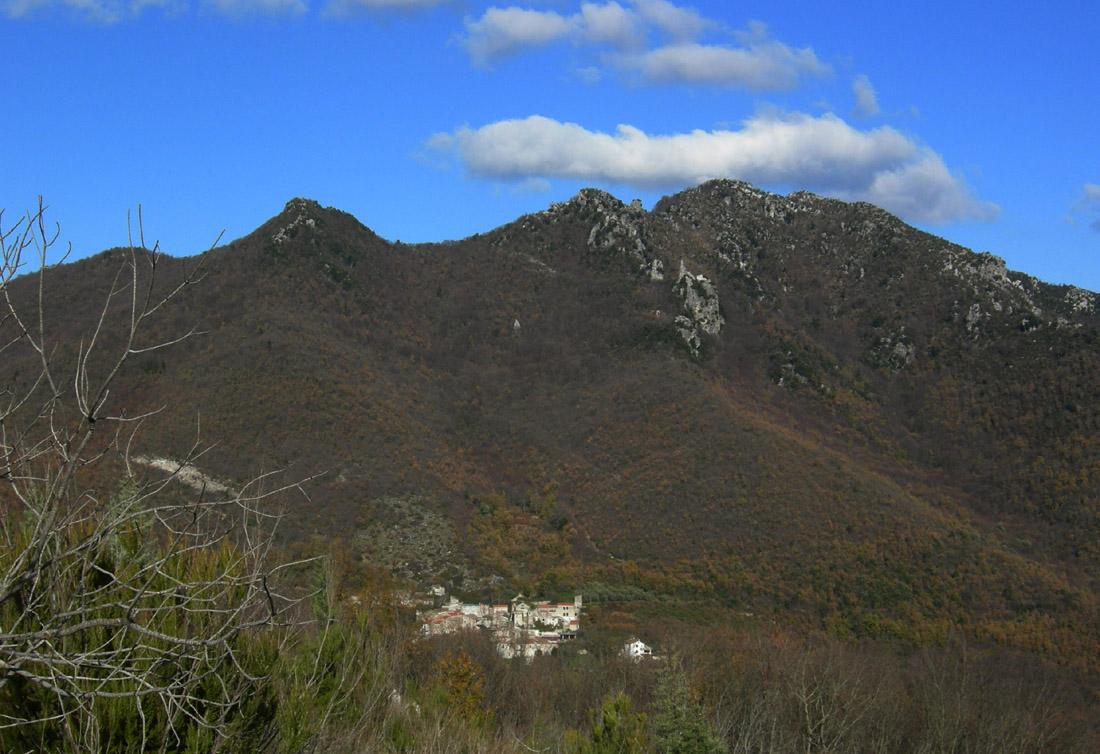
Monte Maggiore visto da Croce, frazione del comune di Rocchetta e Croce

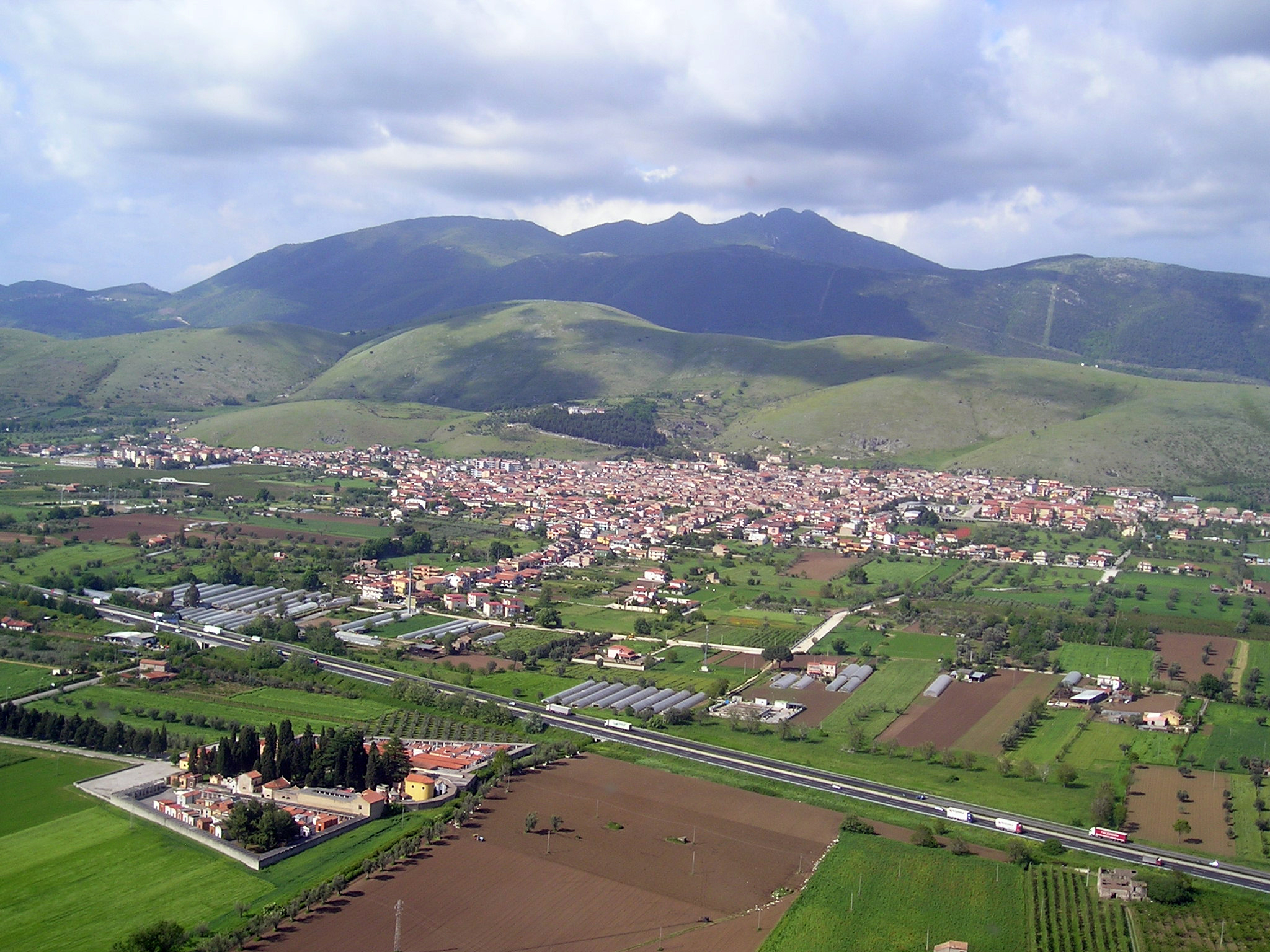
Monti Trebulani visti dalla Pianura di Pignataro Maggiore

Come la maggior parte dei monti dell'Italia centro meridionale la flora è caratterizzata da boschi di latifoglia. Nelle zone più basse inferiori ai 900 m si trova il Cerro (Quercus cerris), il leccio (Quercus ilex), l'acacia (Robinia pseudoacacia), detta anche gaggia, boschi misti: Frassino (Ligustrum vulgare) con molte varietà, l'erica arborea (Erica arborea), il carpino bianco (Carpinus betulus), il Corbezzolo (Arbutus unedo) l'alloro (Laurus nobilis); è presente anche la macchia mediterranea. Oltre i 900 m di altitudine si può trovate la betulla (Betula alba), il castagno (Castanea sativa), il faggio (Fagus sylvatica); tale vegetazione può osservata nei pressi di monte Melito e Monte Maggiore. Sul monte Scopella è presente il pino silvestre (Pinus sylvestris), però non spontaneo. Spostandosi verso sud, il monte Santacroce e quelli limitrofi sono sprovvisti di vegetazione arborea.

## Fauna
Tra gli animali di grossa stazza si possono trovare il cinghiale e la volpe mentre tra quelli di piccola taglia si trova il riccio, molto comune in Italia, la donnola, il tasso e l'istrice. Di uccelli si trova una grande varietà di passeracei come il merlo, il tordo e l'usignolo, mentre le colonie di passeri sono totalmente emigrati nelle città. È presente qualche esemplare di picchio, la gazza ladra, i rapaci diurni: il falco e la sirenella, e i notturni: il gufo, la civetta, e il barbagianni. Anche molto diffusi sono i rettili: lucertole comuni, ramarri e serpenti: la natrice dal collare, il biacco, il cervone e la vipera, localizzata negli habitat rocciosi.

## Comuni nel comprensorio dei monti Trebulani
| Comune               | Frazioni | Abitanti | Estensione | Altitudine   |
| Alvignano            | Angiollilli, Annunziata, Faraoni, Marcianofreddo, Notarpaoli, Petrilli, Piazza, Rasignano, San Mauro, San Nicola | 5.011    | 37 km²     | 132 m s.l.m. |
| Baia e Latina        | Arianova, Baia, Contra, Latina, Piedicastello                                                                    | 2.275    | 24 km²     | 123 m s.l.m. |
| Bellona              | Triflisco | 5.971    | 11 km²     | 103 m s.l.m. |
| Caiazzo              | Cesarano, Santissimi Giovanni e Paolo                                                                            | 5.836    | 36 km²     | 200 m s.l.m. |
| Calvi Risorta        | Petrulo, Visciano, Zuni                                                                                          | 5.857    | 16 km²     | 106 m s.l.m. |
| Camigliano           | Falchi di Camigliano, Leporano                                                                                   | 1.739    | 6 km²      | 80 m s.l.m.  |
| Castel di Sasso      | Cisterna, Prea, Sasso, Strangolagalli, Arbusto, Buonomini, Espignole, Ferrucci, Maranisi, Morrone, San Marco     | 1.193    | 20 km²     | 200 m s.l.m. |
| Dragoni              | Giusti, Maiorano, Maiorano di Monte, San Giorgio                                                                 | 1.466    | 17 km²     | 196 m s.l.m. |
| Formicola            | Cavallari, Lautoni, Medici, Fondola                                                                              | 2.108    | 25 km²     | 130 m s.l.m. |
| Giano Vetusto        | Masserie Tabasso                                                                                                 | 652      | 11 km²     | 225 m s.l.m. |
| Liberi               | Cese, Liberi, Merangeli, Profeti, Villa, San Pietro                                                              | 1.221    | 17 km²     | 470 m s.l.m. |
| Piana di Monte Verna | Villa Santa Croce                                                                                                | 2.523    | 23 km²     | 86 m s.l.m.  |
| Pietramelara         | | 4.722    | 23 km²     | 132 m s.l.m. |
| Pietravairano        | San Felice | 3.017    | 33 km²     | 258 m s.l.m. |
| Pastorano            | Pantuliano, San Secondino, Torre Lupara                                                                          | 2.453    | 13 km²     | 67 m s.l.m.  |
| Pignataro Maggiore   | Monte, Vinnoli, Rarone, Partignano, La Pagliara, Masseria Arianova                                               | 5.714    | 31 km²     | 96 m s.l.m.  |
| Pontelatone          | Casalicchio, Funari, Pellegrino, Savignano, Treglia                                                              | 1.862    | 30 km²     | 120 m s.l.m. |
| Riardo               | | 2.510    | 16 km²     | 150 m s.l.m. |
| Roccaromana          | Statigliano, Santa croce                                                                                         | 1.031    | 27 km²     | 180 m s.l.m. |
| Rocchetta e Croce    | Croce, Val d'Assano                                                                                              | 524      | 12 km²     | 459 m s.l.m. |

## Galleria d'immagini

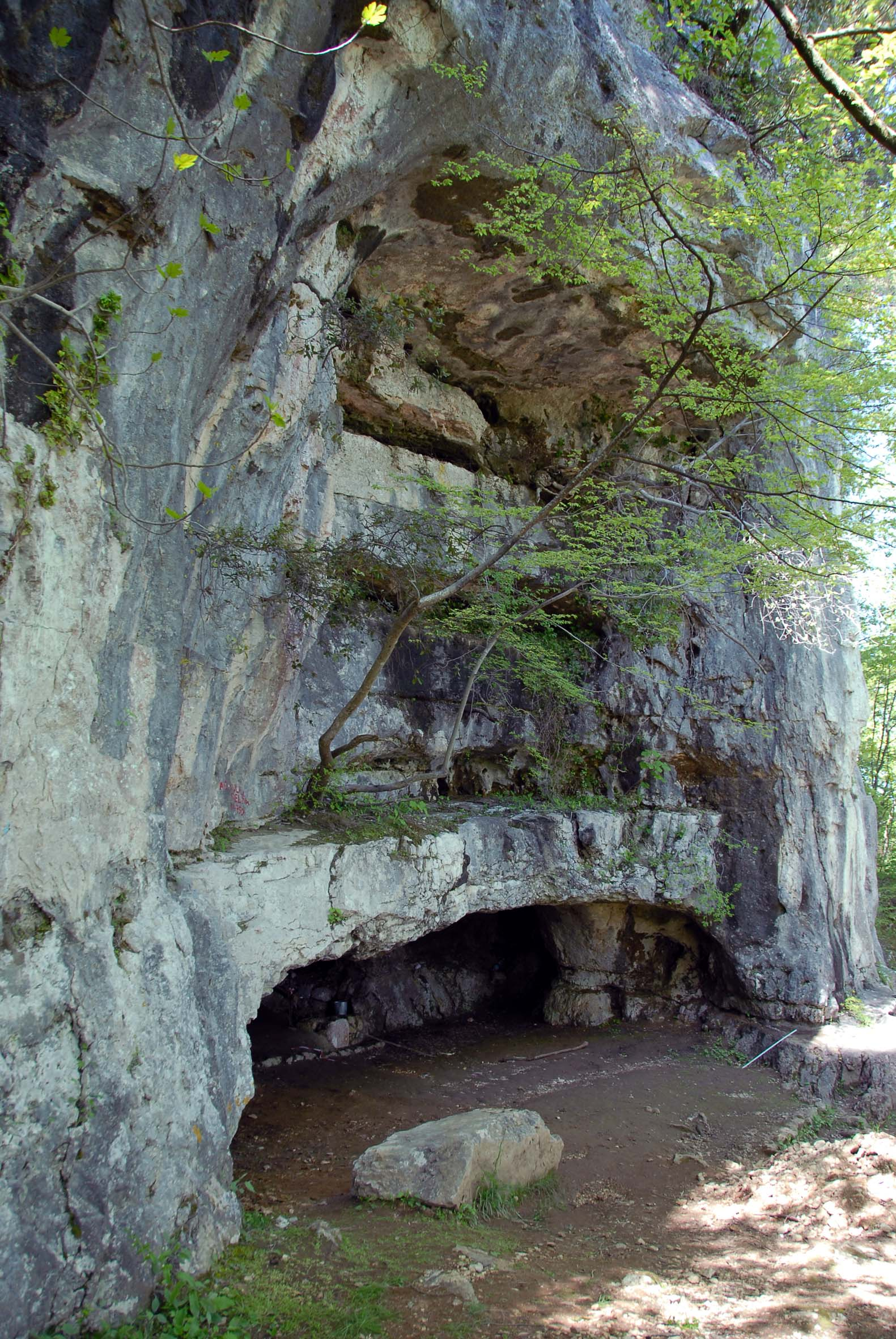
Ingresso della Grotta di San Michele su Monte Melito
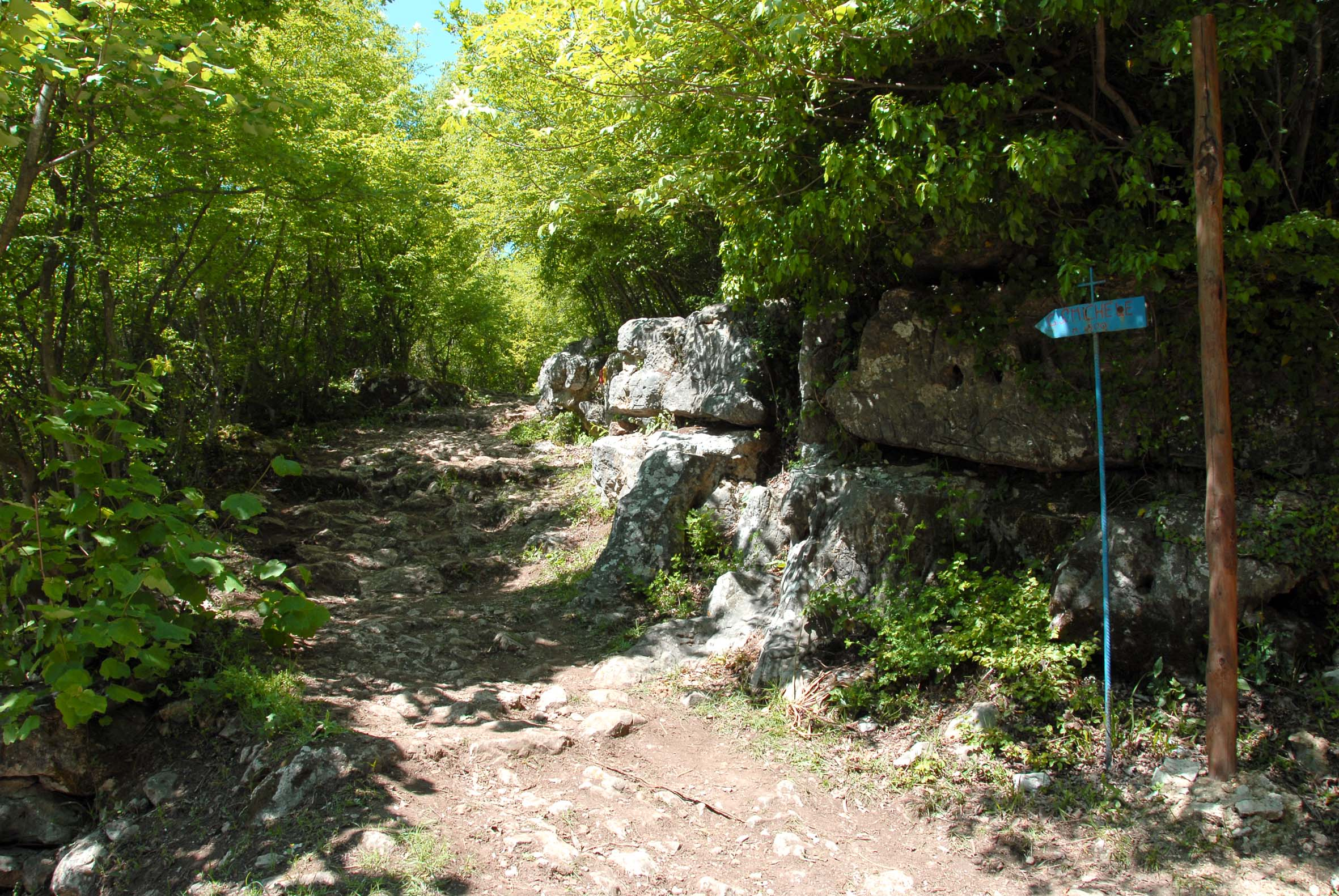
Sentiero per la Gotta di San Michele
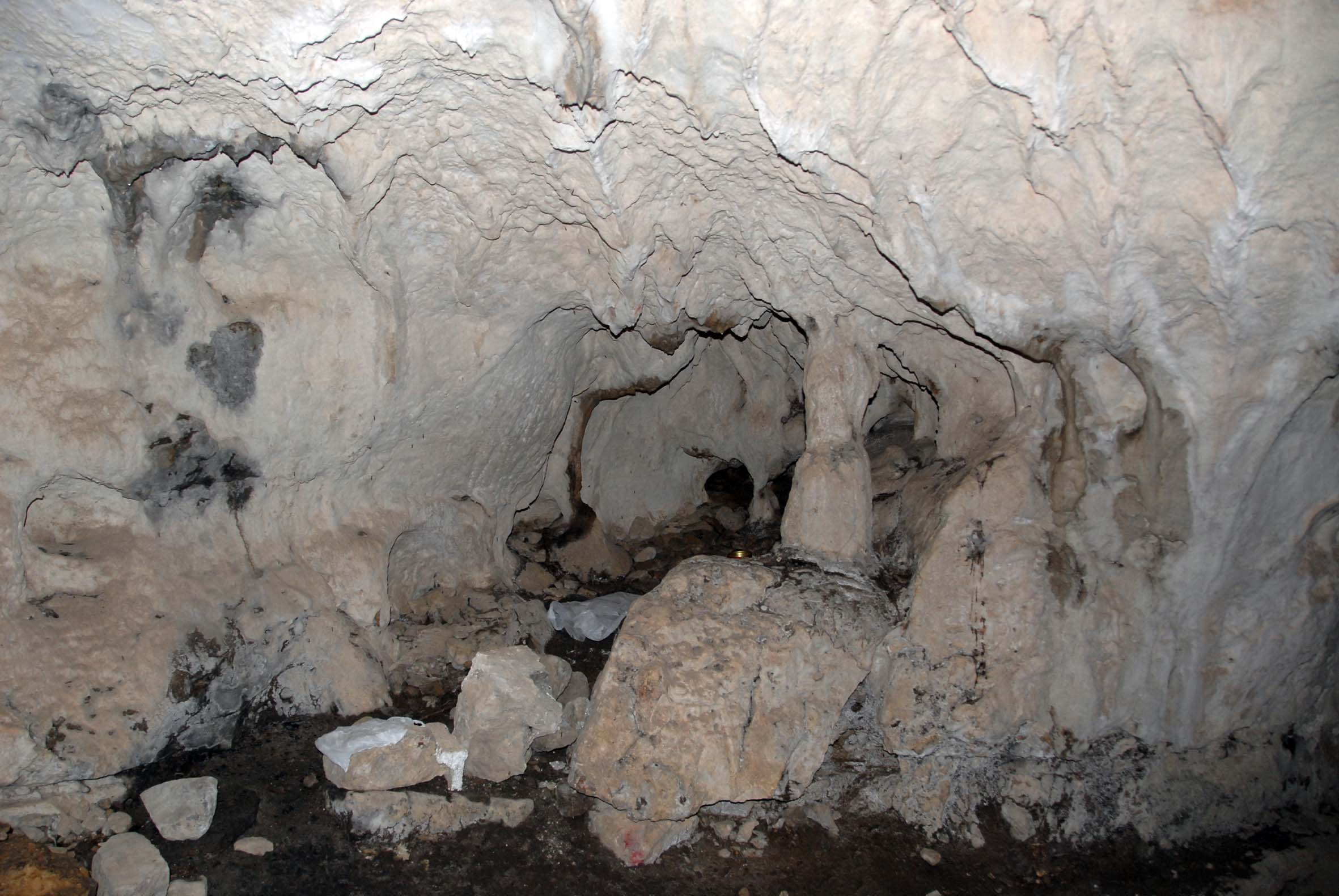
Interno della Grotta di San Michele
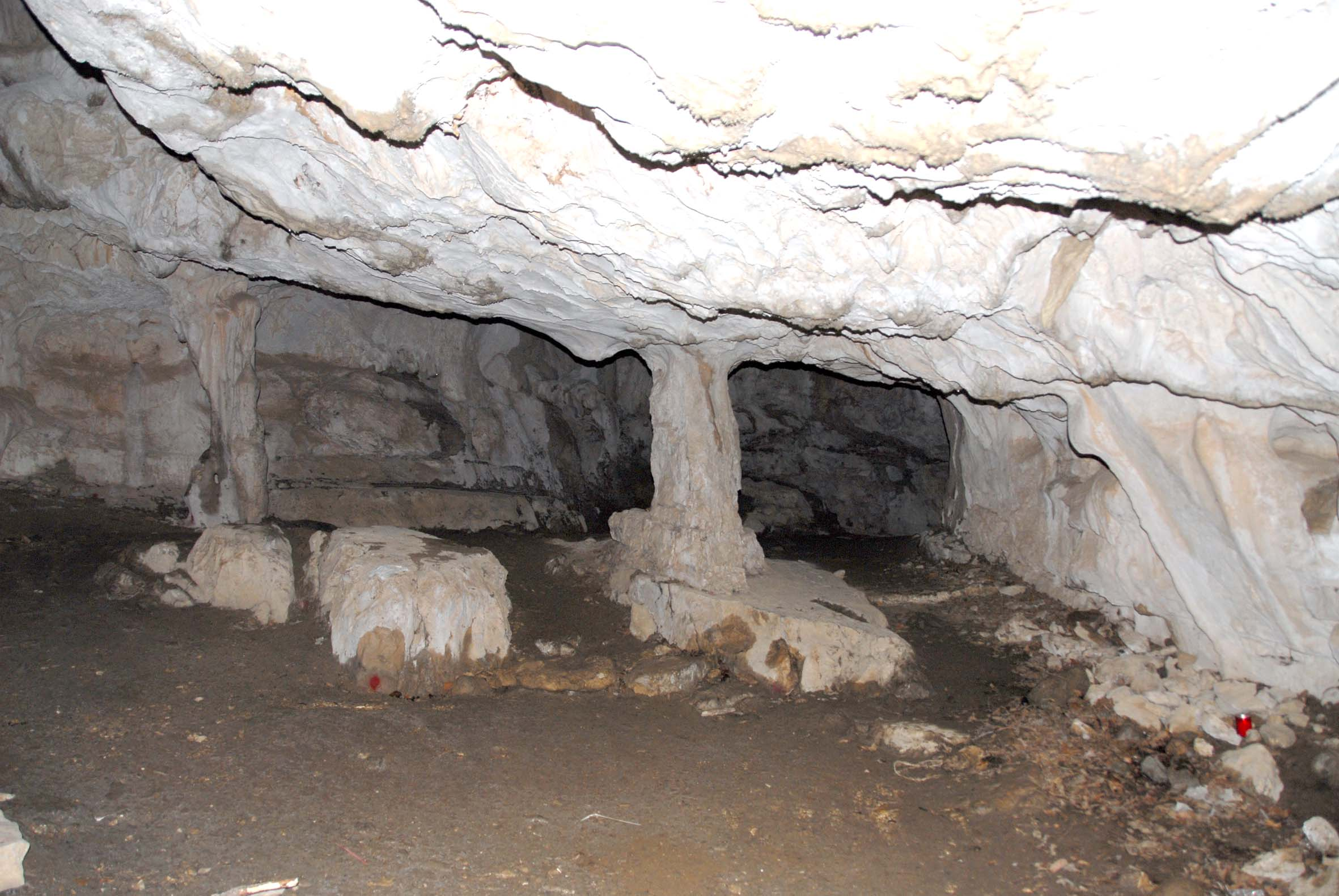
Interno della Grotta di San Michele
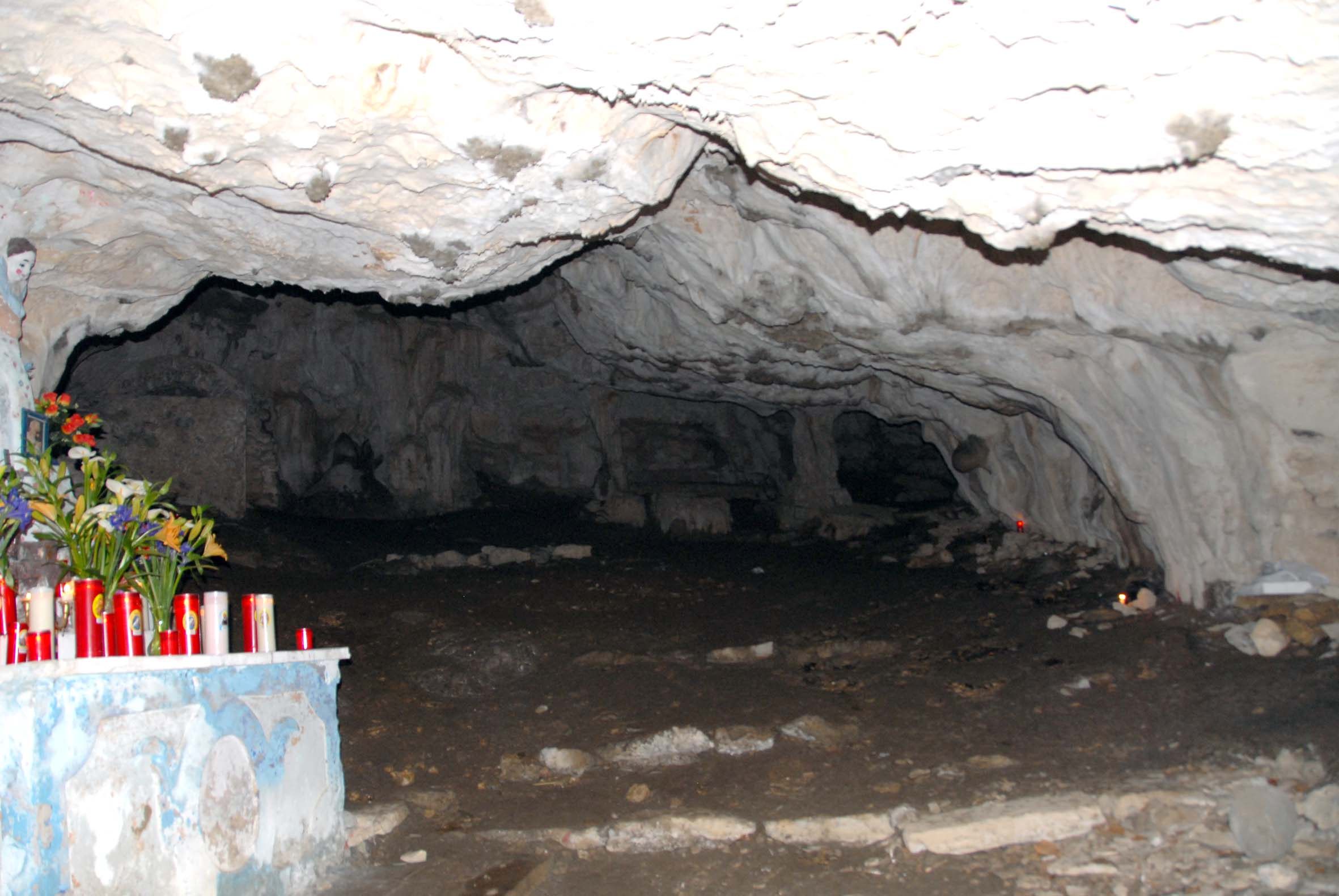
Interno della Grotta di San Michele altare del Santo lato sinistra